# Vlag van Willebroek
De vlag van Willebroek werd, die al voor de gemeentelijke hervorming in Willebroek werd gebruikt, door de gemeenteraad op 3 februari 1981 officieel vastgesteld als de gemeentelijke vlag van de Antwerpse gemeente Willebroek. Op 3 april 1981 werd hij door het koninklijk besluit bevestigd en uiteindelijk gepubliceerd op 8 mei 1981 en opnieuw op 4 januari 1995 in het officiële Belgisch Staatsblad.
Officieel wordt de vlag beschreven als:
Drie banen van oranje, van zwart en van oranje, hoogteverhoudingen 3 : 2 : 3
De herkomst van de kleuren zijn onbekend.

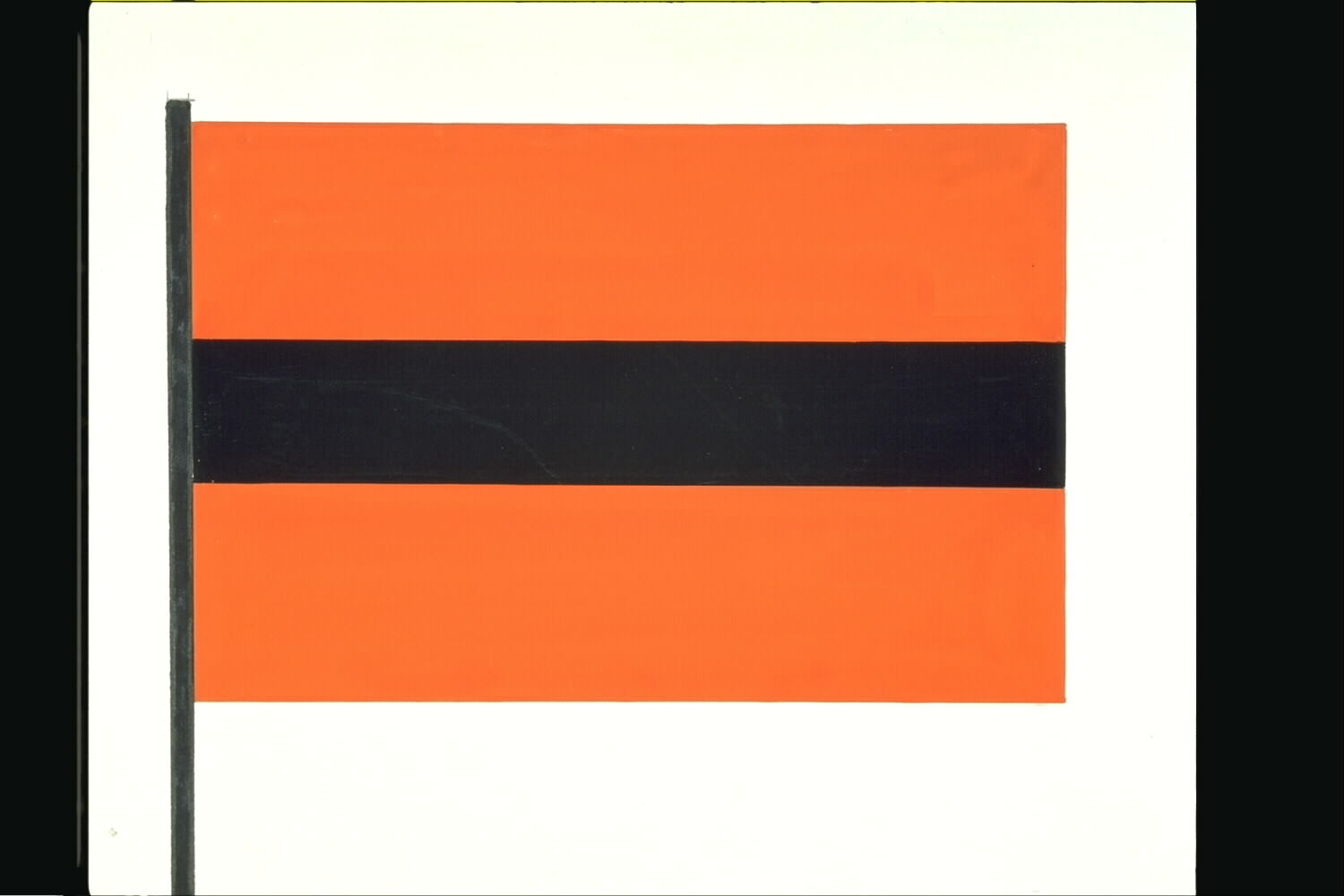
Officiële tekening van de vlag